# Saint-Laurent-de-Céris
Saint-Laurent-de-Céris är en kommun i departementet Charente i regionen Nouvelle-Aquitaine i västra Frankrike. Kommunen ligger  i kantonen Saint-Claud som ligger i arrondissementet Confolens. År 2022 hade Saint-Laurent-de-Céris 726 invånare.

## Befolkningsutveckling
Antalet invånare i kommunen Saint-Laurent-de-Céris
Referens:INSEE